# Orovnik
Orovnik (macedónul: Оровник) település Észak-Macedóniában, a Délnyugati körzet Debarcai járásában.

## Népesség
2002-ben 440 lakosa volt, akik közül 439 macedón és 1 szerb.